# Beyssac
Beyssac – miejscowość i gmina we Francji, w regionie Nowa Akwitania, w departamencie Corrèze.
Według danych na rok 1990 gminę zamieszkiwało 811 osób, a gęstość zaludnienia wynosiła 38 osób/km² (wśród 747 gmin Limousin Beyssac plasuje się na 160. miejscu pod względem liczby ludności, natomiast pod względem powierzchni na miejscu 310.).

## Populacja

Populacja Beyssac w latach 1962–2008